# Djibril Diani
Djibril Diani (* 11. Februar 1998 in Créteil) ist ein französischer Fußballspieler.

## Karriere

### Verein
Djibril Diani begann seine Karriere in Choisy in der Jugend der unterklassigen Vereine Quartier Libre Choisy und AS Choisy Le Roi. Im September 2013 wechselte er zum RC Lens. Ab 2016 spielte er für die zweite Mannschaft in der National 2, der vierthöchsten Liga in Frankreich. Bis 2018 kam er auf 54 Spiele und vier Tore. Danach wechselte der Mittelfeldspieler in die Schweiz zum Erstligisten Grasshopper Club Zürich. In seinem ersten Jahr stieg er mit dem Verein in die Challenge League ab.
Im Februar 2021 wurde Diani an den schottischen Erstligisten FC Livingston verliehen. Drei Monate später kehrte er zum Grasshopper Club Zürich zurück, mit dem er schlussendlich in die Super League aufstieg. Im Januar 2022 verließ er die Schweiz und wechselte zu SM Caen in die zweithöchste französische Spielklasse.

### Nationalmannschaft
Djibril Diani spielte in den Jahren 2013 und 2014 für die französische U16-Nationalmannschaft. In neun Spielen traf er zweimal, dabei gelangen ihm beide Tore gegen Serbien im Oktober 2013.